# Sophronisca subrufuloides
Sophronisca subrufuloides är en skalbaggsart som beskrevs av Stefan von Breuning 1967. Sophronisca subrufuloides ingår i släktet Sophronisca och familjen långhorningar. Inga underarter finns listade i Catalogue of Life.